# 芦村镇 (宜春市)
芦村镇，是中华人民共和国江西省宜春市袁州区下辖的一个乡镇级行政单位。

## 行政区划
芦村镇下辖以下地区：
五星村、老立村、芦布村、湖塘村、双江村、韩塘村、荆桥村、浒坑村和集凤村。